# Arotrephes brevicauda
Arotrephes brevicauda là một loài tò vò trong họ Ichneumonidae.